# Динамо (футбольный клуб, Пермь)
«Динамо» — российский футбольный клуб из Перми. Домашний стадион — «Динамо».

## История
Первое рождение клуба произошло в 1928 году, о чём свидетельствует надпись на эмблеме клуба, но в 1934 году он был расформирован.
Современная история клуба начинается в 1993 году. Лучшее достижение в первенстве России — 9-е место в зоне «Урал» второго дивизиона в 1998 и 1999 годах. Лучшее достижение в Кубке России — 1/64 финала в сезоне 1994/1995 (проиграл нижнетагильскому «Уральцу» со счётом 1:2).
В 2012 году играл в чемпионате города Перми, заняв 6-е место из 11 команд: 8 побед, 2 ничьих, 10 поражений, 26 набранных очков, мячи: 37-48. В 2018 году продолжал играть в чемпионате города Перми, занял по итогам сезона 5-е место из 10 команд.
Первый тренер и капитан — Аркадий Аликин
Чемпионы города Перми в 1929—1935, 1939, 1941, 1944—1948, 1950, 1955—1956 годах.
Обладатели Кубка города в 1939, 1943—1948, 1961 годах.

### Чемпионаты России

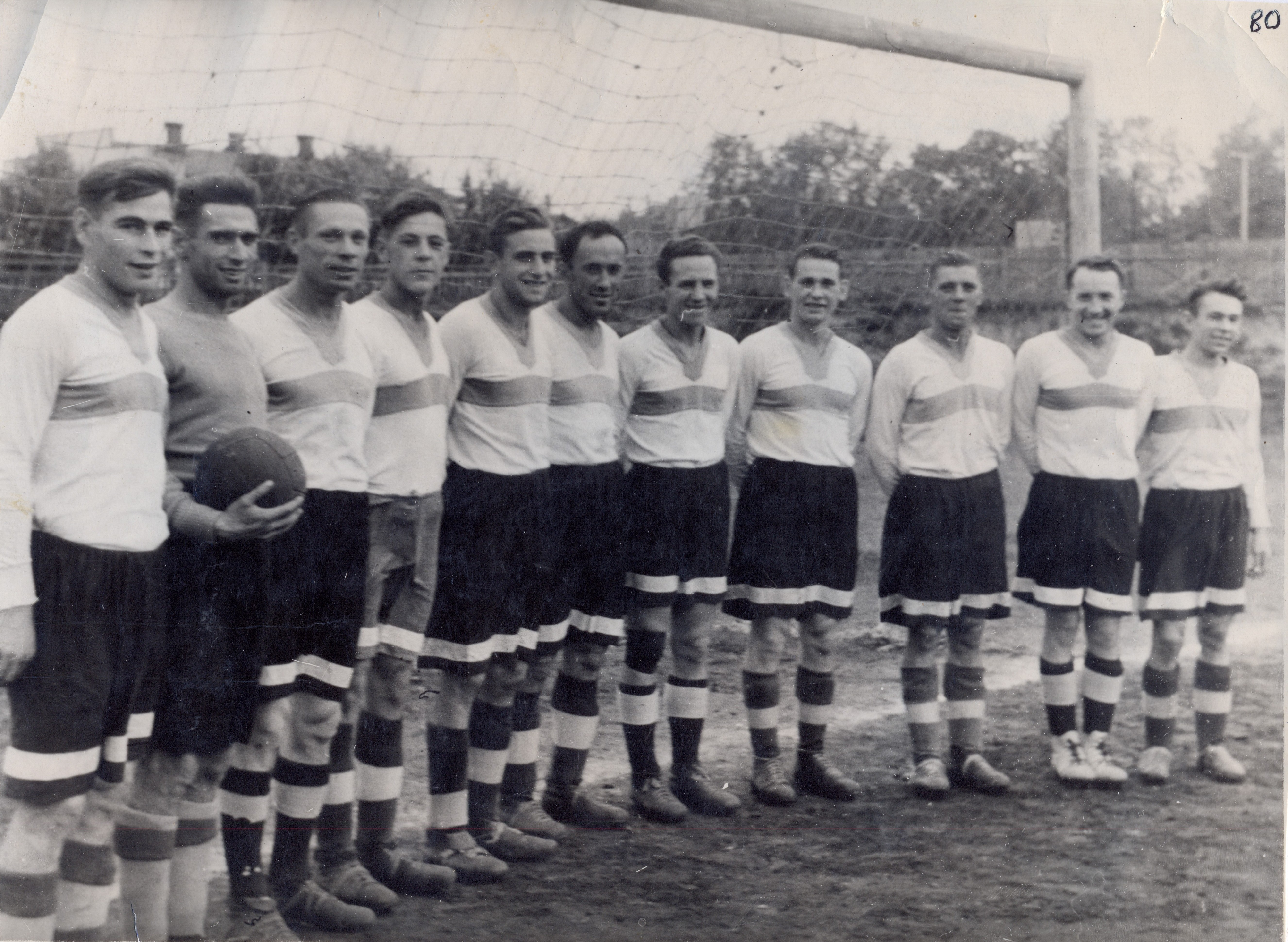
«Динамо» Пермь. 1947 г.

| Год  | Лига                      | Место | В  | Н | П  | Голы  | Очки | Тренер             | Лучший бомбардир        |
| ---- | ------------------------- | ----- | -- | - | -- | ----- | ---- | ------------------ | ----------------------- |
| 1993 | 2-я лига, зона 6          | 19    | 8  | 6 | 28 | 47-91 | 22   | Александр Рогов    | Сергей Усов (12)        |
| 1994 | 3-я лига, зона 6          | 12    | 5  | 6 | 15 | 23-32 | 16   | Виктор Архапчев    | Олег Ситников (7)       |
| 1995 | 3-я лига, зона 6          | 13    | 6  | 5 | 15 | 22-35 | 23   | Анатолий Тимофеев  | Павел Степин (6)        |
| 1996 | 3-я лига, зона 6          | 1     | 15 | 6 | 3  | 56-16 | 51   | Анатолий Тимофеев  | Константин Ильиных (13) |
| 1997 | 3-я лига, зона 5          | 2     | 20 | 6 | 8  | 55-32 | 66   | Виктор Архапчев    | Юрий Петров (14)        |
| 1998 | 2-й дивизион, зона «Урал» | 9     | 16 | 2 | 16 | 56-55 | 50   | Андрей Боглаевский | Константин Ильиных (10) |
| 1999 | 2-й дивизион, зона «Урал» | 9     | 14 | 2 | 14 | 56-52 | 44   | Андрей Боглаевский | Михаил Тюфяков (19)     |
| 2000 | 2-й дивизион, зона «Урал» | 10    | 9  | 6 | 15 | 35-46 | 33   | Андрей Боглаевский | Владимир Морозов (8)    |
| 2001 | 2-й дивизион, зона «Урал» | 12    | 9  | 6 | 15 | 35-46 | 33   | Сергей Чебанов     | Лев Матвеев (10)        |
| 2002 | 2-й дивизион, зона «Урал» | 15    | 3  | 1 | 24 | 16-65 | 10   | Виктор Архапчев    | 3 игрока (3)            |